# Всё могло быть иначе
«Всё могло́ быть ина́че» — советский драматический художественный фильм 1982 года молдавского кинорежиссёра Валерия Жереги.

## Сюжет
Выросший в детском доме Флорин пытается разыскать свою маму Дарину, которую он не видел 15 лет. Его возлюбленная Лиза очень ревниво относится к планам Флорина. Встретив мать, уже взрослый сын пытается понять человека, подарившего ему жизнь и бросившего его. Но сможет ли сын простить мать, лишившую его счастливого детства?

## В ролях
- Георге Грыу — Флорин
- Маргарита Терехова — Дарина, мать Флорина
- Людмила Чиншевая — Эмилия
- Елена Финогеева — Лиза, актриса
- Антонина Максимова — Екатерина Ивановна
- Виорика Киркэ-Баракчи — мамаша-усыновитель
- Валентина Ананьина — Вера, почтальон
- Думитру Фусу — Григорий Тимофеевич, директор детского дома
- Евгения Тодорашку — мать Дарины
- Альберт Акчурин — отец Дарины
- Трифан Грузин — сосед
- Нина Водэ-Мокряк — актриса
- Нинела Каранфил — Мария

## Фестивали и премии
- Первый Приз Всесоюзного кинофестиваля молодых кинематографистов
- Приз «Серебряный аист»
- 1983 — Премия комсомола Молдавии
- 1983 — 16 Всесоюзный кинофестиваль (Ленинград): Второй Приз в программе художественных фильмов для детей и юношества — фильму «Всё могло быть иначе».[1]